# Plymouth Fury
Plymouth Fury – samochód osobowy klasy pełnowymiarowej produkowany pod amerykańską marką Plymouth w latach 1959–1978.

## Początek nazwy
Pod koniec lat 50. XX wieku model Fury poszerzył ówczesną ofertę marki Plymouth jako topowy, najdroższy pojazd w ofercie. Podobnie do pokrewnych, niżej pozycjonowanych konstrukcji jak np. Belvedere, samochód wyróżniał się awangardową stylistyką z dwukolorowym malowaniem nadwozia. 
Nazwa modelu Plymouth Fury pojawiła się po raz pierwszy w gamie tej marki na 1956 rok, wprowadzonej 21 października 1955 roku, lecz przez pierwszy trzy lata Fury był uważany za podserię modelu Plymouth Belvedere, o bardziej sportowym i ekskluzywnym charakterze. Dostępny był tylko jako sześciomiejscowe dwudrzwiowe hardtop coupé, a napędzany był najmocniejszym silnikiem Plymoutha: V8 Fury o pojemności 303 cali sześciennych i mocy 240 KM. Jego ekskluzywny charakter podkreślały ozdoby z aluminium anodowanego na złoto. Cena bazowa wynosiła 2866 dolarów, a powstało ich w pierwszym roku 4485.
Na 1957 rok wprowadzono nową generację samochodów Plymouth, realizującą program stylistyczny Forward Look, w tym także nowy model Fury. W zawieszeniu pojawiły się drążki skrętne, a w stylistyce cztery reflektory (w pierwszym roku wewnętrzne reflektory spełniały w istocie tylko rolę świateł parkingowych i kierunkowskazów). Fury miał standardowo silnik o pojemności 301 cali sześciennych i mocy 235 KM, lecz opcjonalnie był dostępny silnik V8 Dual Fury o pojemności 318 cali sześciennych i mocy 290 KM. Styl nadwozia i ozdób pozostał podobny. Wyprodukowano ich 7438.
W kolejnym roku 1958 Fury został jedynie nieco przestylizowany. Silnik Dual Fury o pojemności 318 cali sześciennych stał się podstawowy, natomiast opcjonalnie wprowadzono silniki V8 Golden Commando o pojemności 350 cali sześciennych i mocy 305 lub 315 KM, dostępne tym razem także dla innych modeli marki. Cena bazowa wynosiła 3067 dolarów, a wyprodukowano ich 5303.

## Pierwsza generacja

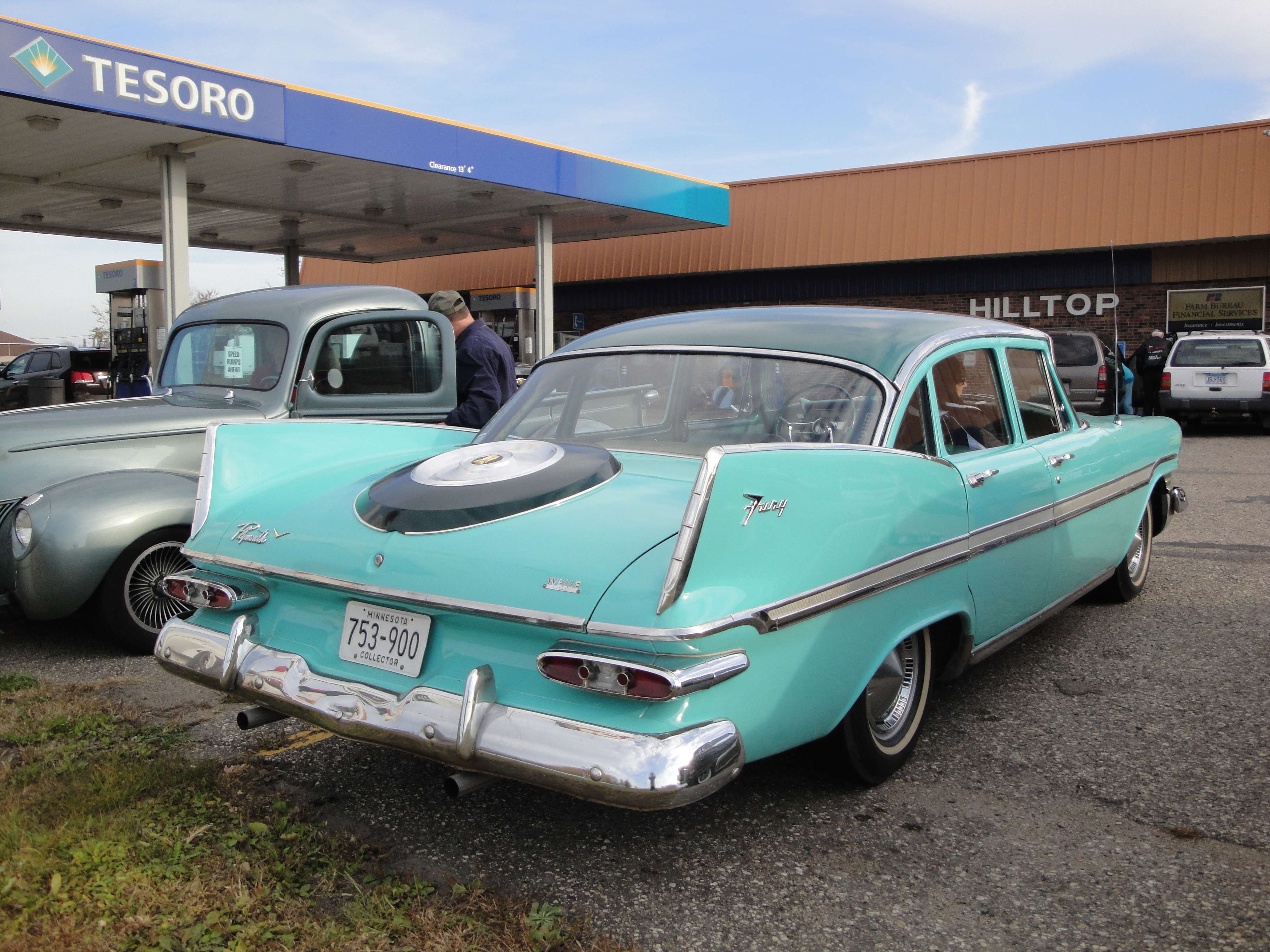
1959 Plymouth Fury sedan - tył

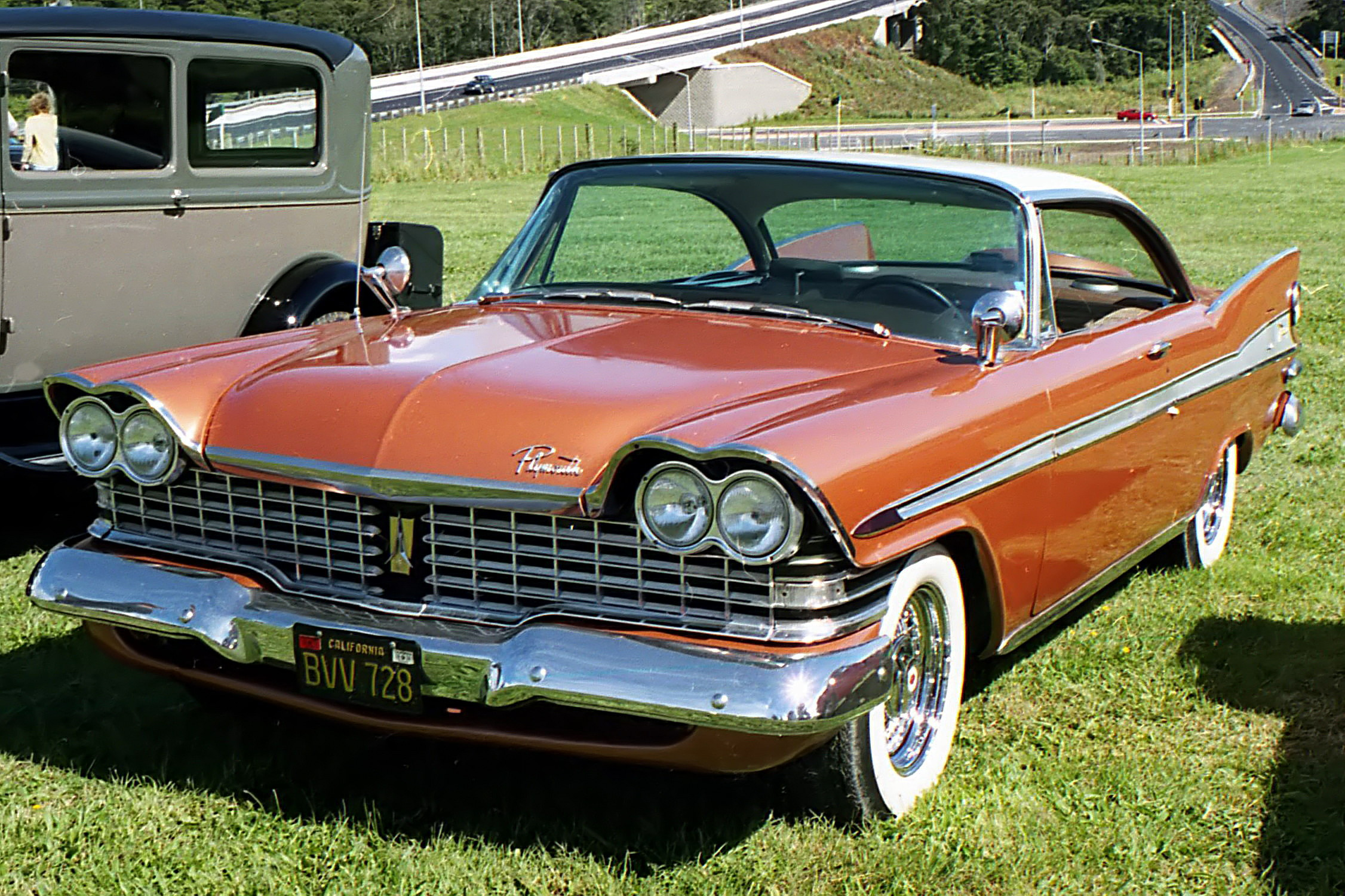
1959 Plymouth Fury Coupe

Po raz pierwszy Plymouth Fury został wyodrębniony jako osobny model w gamie Plymoutha na 1959 rok, zaprezentowanej w październiku poprzedniego roku, bazującej na przestylizowanych modelach z poprzedniego roku. Zastąpił on model Belvedere w roli najdroższego modelu osobowego marki i był dostępny jako dwudrzwiowy Sport Coupe hardtop, czterodrzwiowy sedan i czterodrzwiowy Sport Sedan Hardtop. Osobno wydzielono dawne modele o charakterze bardziej sportowym jako Sport Fury, dostępne jako dwudrzwiowy Sport Coupe hardtop i dwudrzwiowy kabriolet. Ponadto, linii Fury odpowiadał nieco droższy model kombi Sport Suburban, formalnie zaliczony do linii kombi Plymouth Suburban.
Pas przedni zdobiła duża, chromowana atrapa chłodnicy biegnąca przez całą szerokość nadwozia, a także wysoko osadzone podwójne reflektory. Tylną część nadwozia wieńczyły z kolei ostro zarysowane, strzeliste nadkola.
W 1959 roku podstawowy silnik V8 Fury V-800 o pojemności 318 cali sześciennych rozwijał moc 230 KM lub 260 KM, natomiast opcjonalnie był dostępny  silnik V8 Golden Commando 395 o pojemności zwiększonej do 361 cali sześciennych i mocy 305 KM. Ceny bazowe wynosiły od 2691 dolarów za sedan do 3125 dolarów za kabriolet Super Fury. Powstało w pierwszym roku 82 030 samochodów Fury i 6052 Super Fury.

### Silniki
- V8 5.0l A-Block
- V8 5.2l A-Block
- V8 5.7l B-Clock
- V8 5.9l B-Clock

## Druga generacja

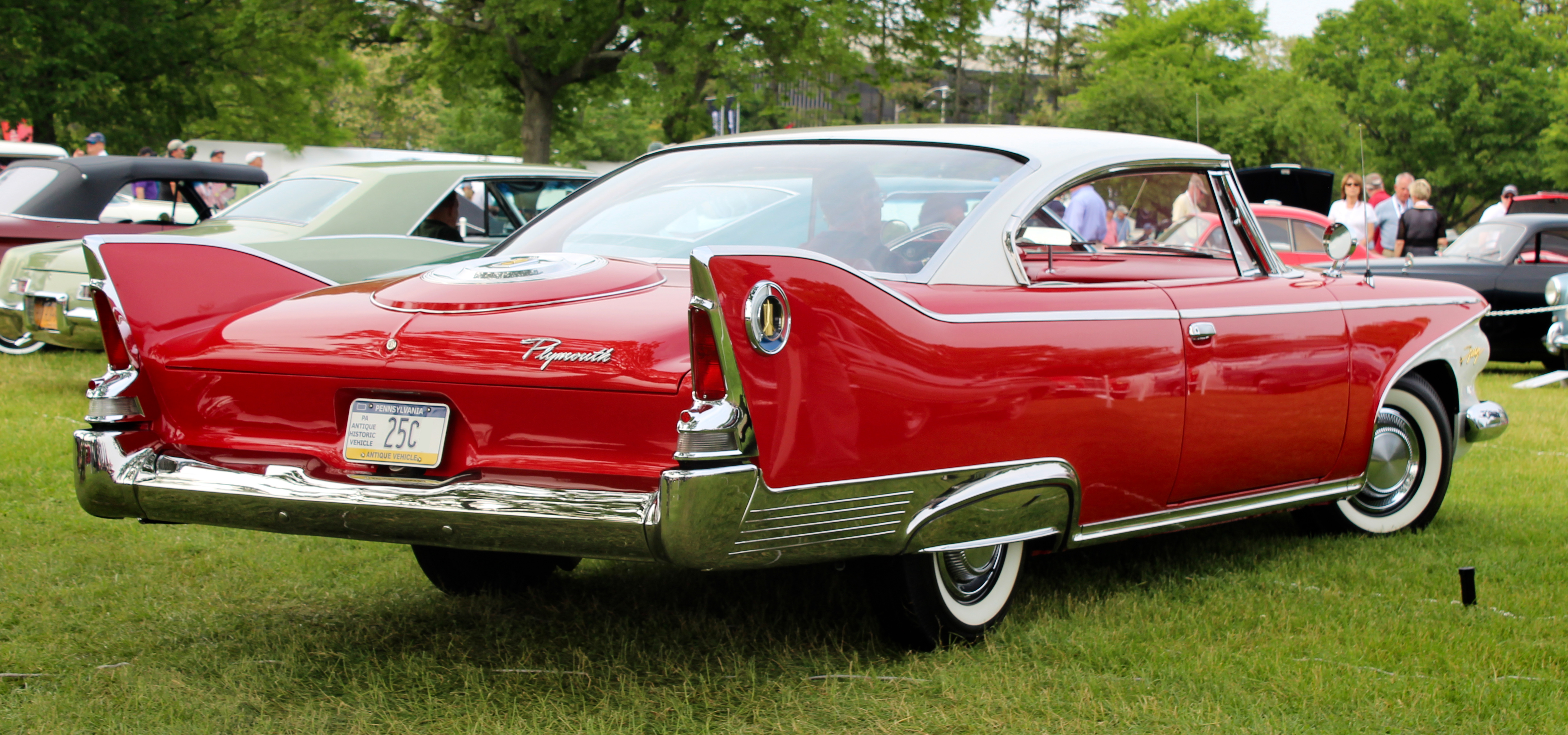
Plymouth Fury z 1960 - tył

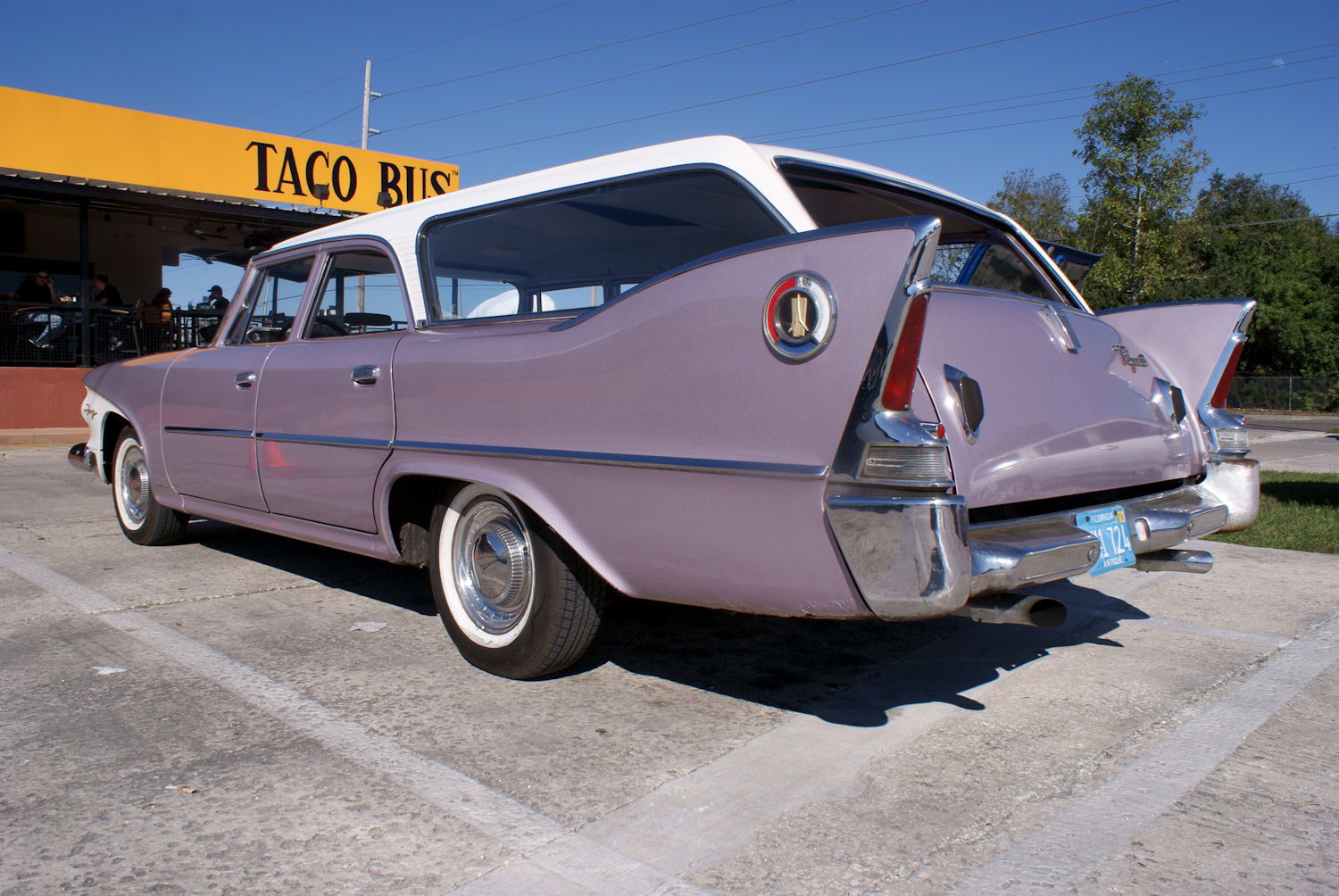
Plymouth Fury z 1960 kombi

Plymouth Fury drugiej generacji został zaprezentowany po raz pierwszy w 1960 roku.
Po niespełna roku produkcji, Plymouth zdecydował się ponownie zmodernizować model Fury prezentując jego drugą generację. Samochód przeszedł obszerne zmiany w bryle nadwozia.
Z przodu producent zamontował znacznie niżej, niż w przypadku poprzednika, osadzone podwójne reflektory. Atrapa chłodnicy stała się mniejsza, z kolei tylne nadkola zyskały tym razem wyżej zadarte krawędzie z umieszczonymi na nich krawędziami.

### Silniki
- L6 3.7l Slant-6
- V8 5.2l A
- V8 5.9l A
- V8 6.2l B
- V8 6.7l RB

## Trzecia generacja

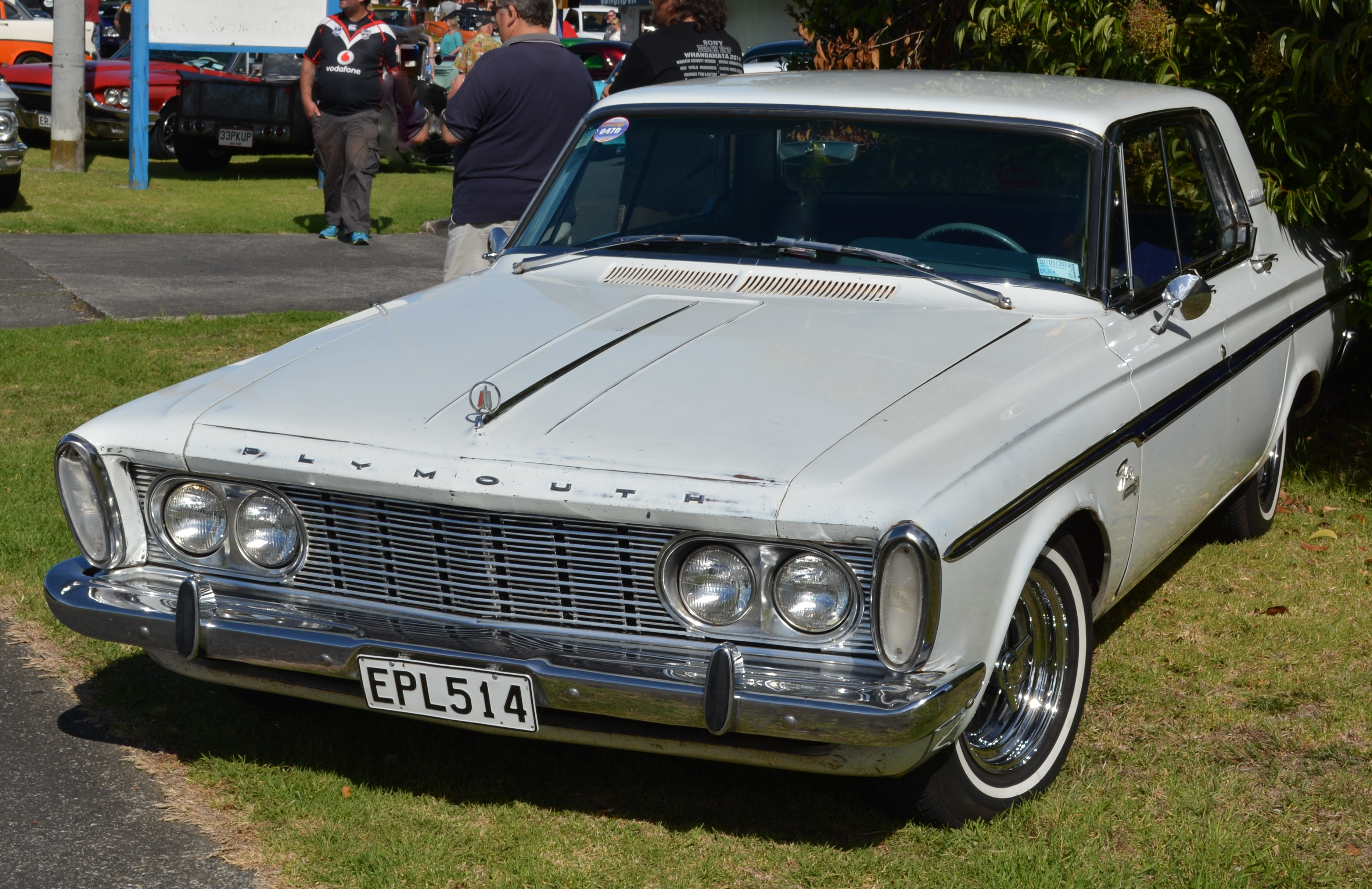
Plymouth Fury z 1963 po liftingu

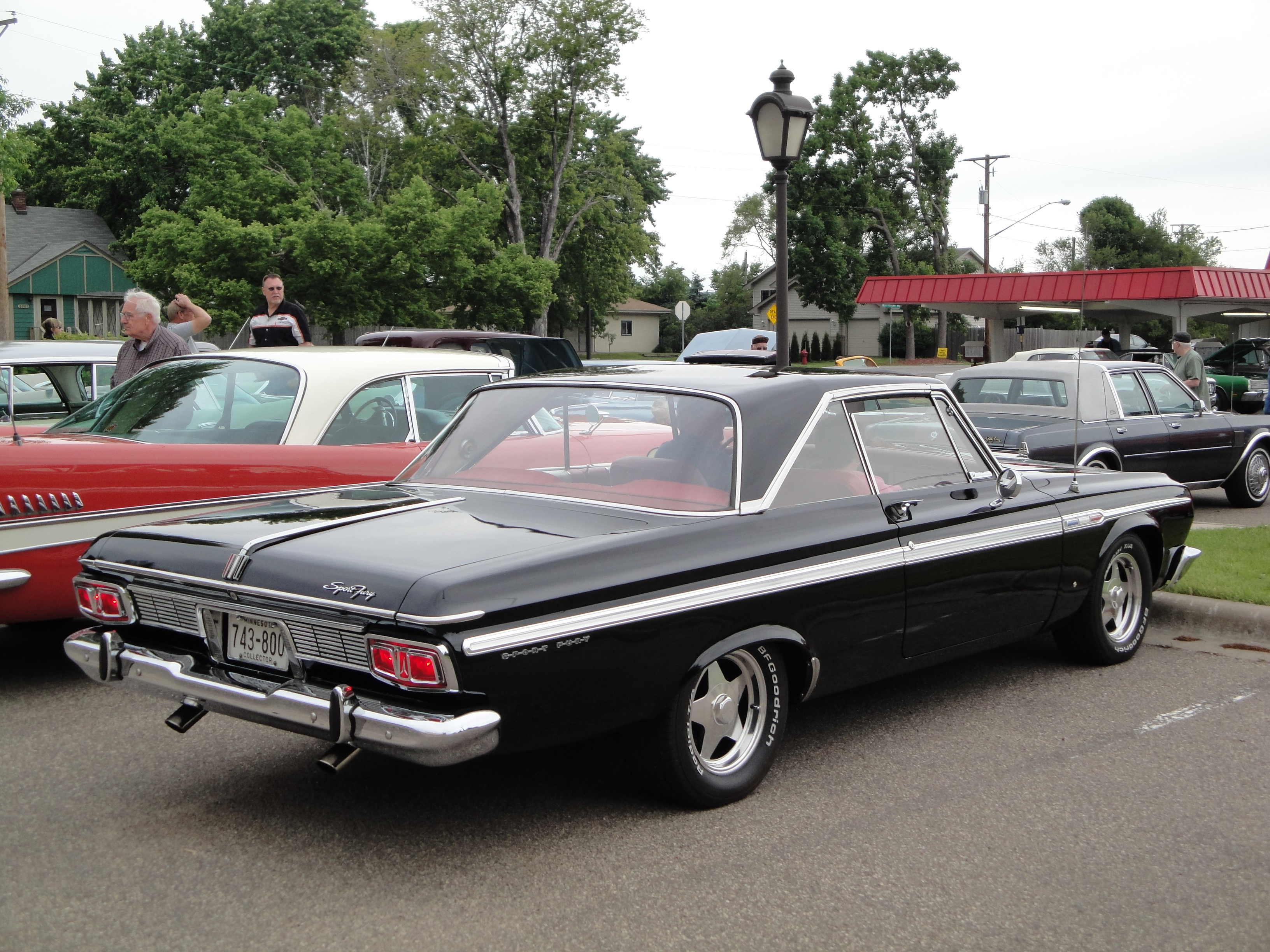
Plymouth Fury z 1964 - tył

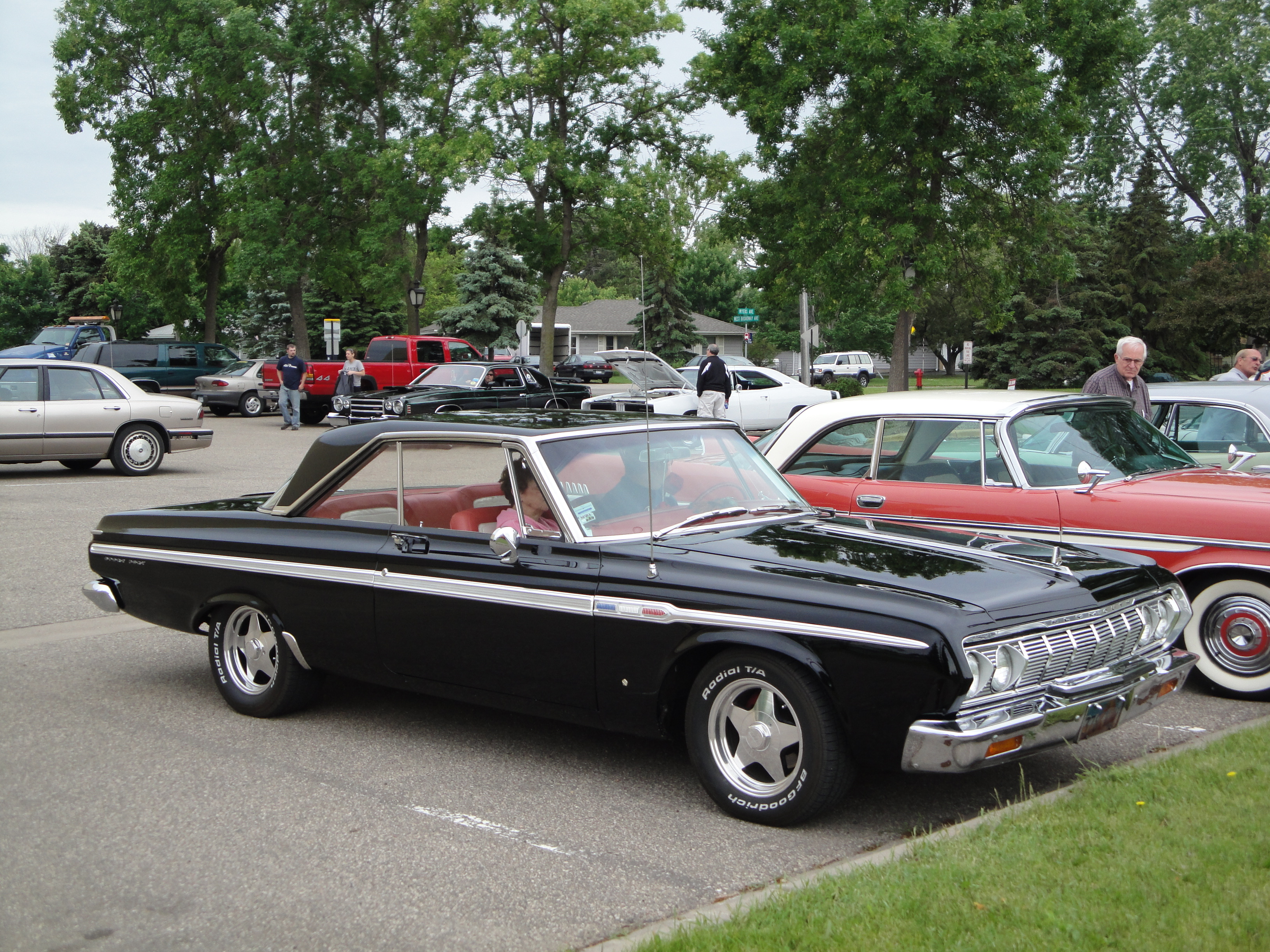
Plymouth Fury z 1964 po liftingu

Plymouth Fury trzeciej generacji, na 1962 rok modelowy, został zaprezentowany po raz pierwszy we wrześniu 1961 roku. W związku z krótkotrwałym trendem na rynku amerykańskim w kierunku zmniejszania rozmiarów samochodów, był on nieco krótszy od poprzedników, zbudowany na podwoziu o rozstawie osi 116 cali (295 cm), później uznanym za średniowymiarowe (mid-size). Bliźniaczymi modelami, lecz o gorszym poziomie wykończenia i wyposażenia, były samochody Plymouth Savoy i Plymouth Belvedere.
Trzecia generacja topowego modelu Fury przyniosła kolejne, obszerne modyfikacje wizualne. Wzorem pokrewnego modelu Dodge'a, nadwozie zyskało charakterystyczne podłużne poprzeczki biegnące zarówno wzdłuż przednich, jak i tylnych nadkoli. Z przodu pojawiły się charakterystyczne, podwójne reflektory.
Produkowany był w wersjach nadwoziowych: czterodrzwiowy sedan, czterodrzwiowe kombi (w wersji z dwoma lub trzema rzędami siedzeń), dwu- lub czterodrzwiowy hardtop i dwudrzwiowy kabriolet, a nadto w ekskluzywnej odmianie Sport Fury jako dwudrzwiowy hardtop i kabriolet. W 1962 roku modelowym powstało ich 47 482 sztuki, ceny bazowe sięgały od 2563 dolarów za sedan do 3082 dolarów (Sport Fury kabriolet).

### Restylizacje
Podczas trwającej trzy lata produkcji trzeciej generacji Plymoutha Fury, samochód przeszedł dwie obszerne modernizacje. W ramach pierwszej, przeprowadzonej na 1963 rok modelowy restylizacji, zmieniono całkowicie nadwozie, które stało się bardziej tradycyjne, pozbawione bocznych płetw i silnie podkreślonych nadkoli, z całkiem innym pasem przednim. Nowa stylistyka została lepiej przyjęta i wyprodukowano 84 812 samochodów 1963 rocznika. Ponownie zmodyfikowano go rok później. Wyprodukowano jeszcze więcej, bo 115 771 samochodów 1964 rocznika.

### Silniki
- L6 3.7l Slant-6
- V8 5.2l A
- V8 5.9l A
- V8 6.2l B
- V8 6.7l RB
- V8 6.7l RB
- V8 6.9l Hemi

## Czwarta generacja

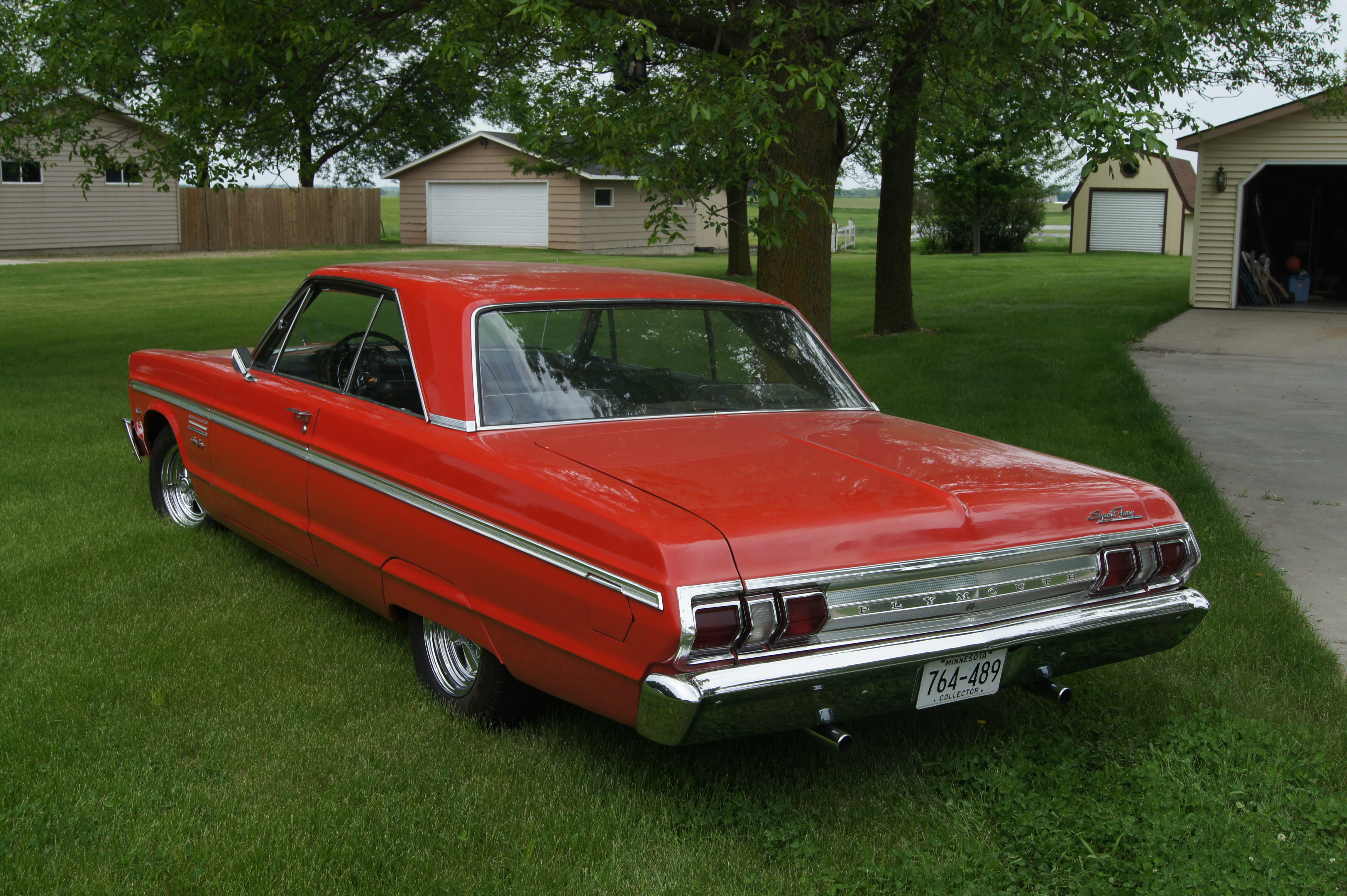
Plymouth Sport Fury z 1965 - tył

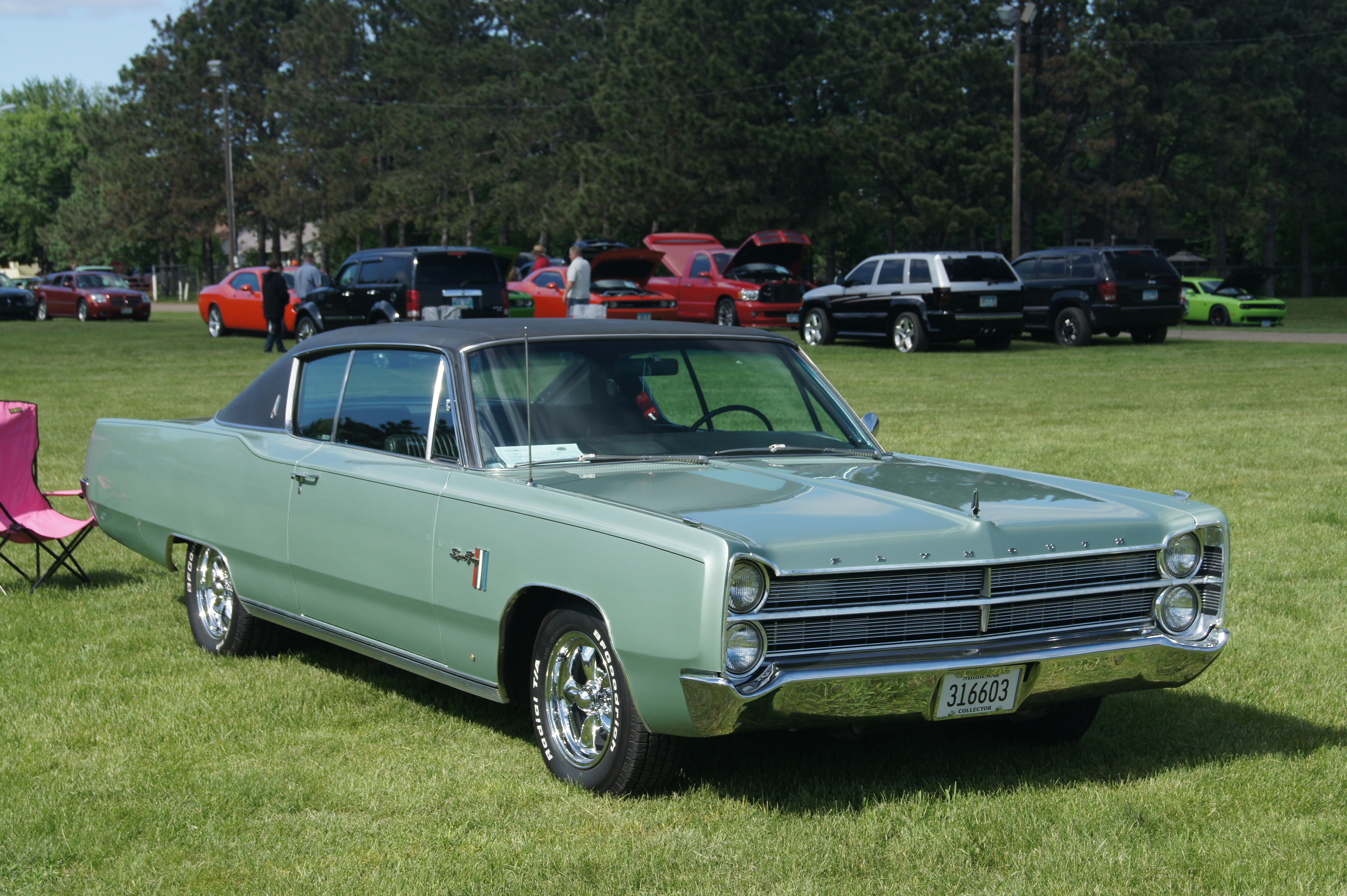
Plymouth Sport Fury z 1967 po liftingu

Plymouth Fury czwartej generacji został zaprezentowany 25 września 1964 roku, na 1965 rok modelowy. W odróżnieniu od poprzednika, stał się ponownie dużym samochodem pełnowymiarowym (full-size car), wypełniając istniejącą lukę w ofercie marki Plymouth i pozwalając na podniesienie się jej z zapaści rynkowej. Rozstaw osi wzrósł do 119 cali (302 cm).
Czwarta generacja linii modelowej Fury powstała według nowej koncepcji stylistycznej Plymoutha, stosowanej również przez konkurencyjnego Forda. 
W efekcie pas, przedni zdobiły pionowo umieszczone, podwójne reflektory, które rozdzielała szeroka, dwuczęściowa atrapa chłodnicy. Tylna część nadkola wyróżniała się podłużnym bagażnikiem, a także zabudowanymi do połowy nadkolami. 
Produkowano go w wersjach wyposażenia oznaczonych Fury I, Fury II i Fury III oraz Sport Fury. Odmiany nadwoziowe w prostszych wersjach Fury I i II obejmowały dwu- i czterodrzwiowy sedan oraz czterodrzwiowe kombi (w wersji z dwoma lub trzema rzędami siedzeń). Wersja Fury III była odpowiednikiem poprzedniej generacji Fury jako topowego modelu marki i dodatkowo oferowała dwu- lub czterodrzwiowy hardtop i dwudrzwiowy kabriolet. Jedynymi nadwoziami dostępnymi w odmianie Sport Fury były nadal dwudrzwiowy hardtop i kabriolet. W pierwszym roku modelowym powstało ich 329 950 sztuk, ceny bazowe sięgały od 2376 do 3209 dolarów (Sport Fury kabriolet).
Podstawowy napęd stanowiły w pierwszym roku w zależności od wersji silniki R6 o pojemności 3,7 l (225 ci) i mocy brutto 145 KM lub V8 o pojemności 5,2 l (318 ci) i mocy 230 KM, natomiast opcjonalnie były dostępne jednostki: V8 Commando 5,9 l (361 ci)  265 KM, V8 Commando 6,3 l (383 ci) 305 KM lub 330 KM, V8 Commando 7 l (426 ci) 365-425 KM.
W 1966 roku doszła bardziej luksusowo wyposażona odmiana Plymouth VIP, dostępna jako dwu- lub czterodrzwiowy hardtop, mająca konkurować z podobnymi samochodami Ford LTD i Chevrolet Caprice. W gamie silników pojawił się opcjonalny V8 7,2 l (440 ci) o mocy 375 KM.

### Lifting
W 1968 roku Plymouth Fury czwartej generacji przeszedł modernizację nadwozia, która objęła głównie wygląd pasa przedniego. Pojawiły się inaczej ukształtowane obudowy reflektorów, a także przestylizowana atrapa chłodnicy.

### Wersje wyposażeniowe
- I
- II
- III

### Silniki
- L6 3.7l RG
- V8 5.2l LA
- V8 6.3l B
- V8 7.0l Wedge
- V8 7.2l RB

## Piąta generacja

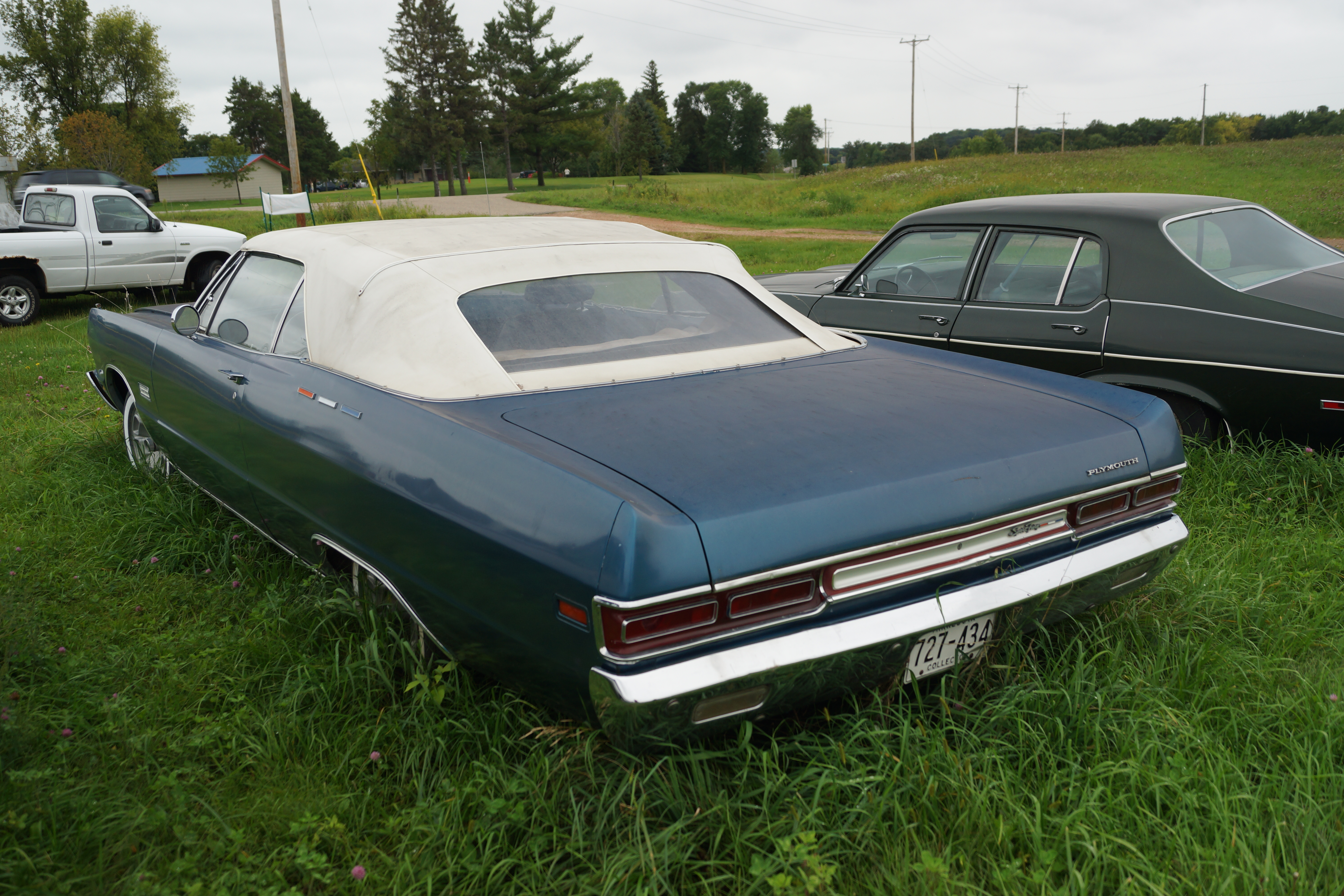
Plymouth Fury V - tył

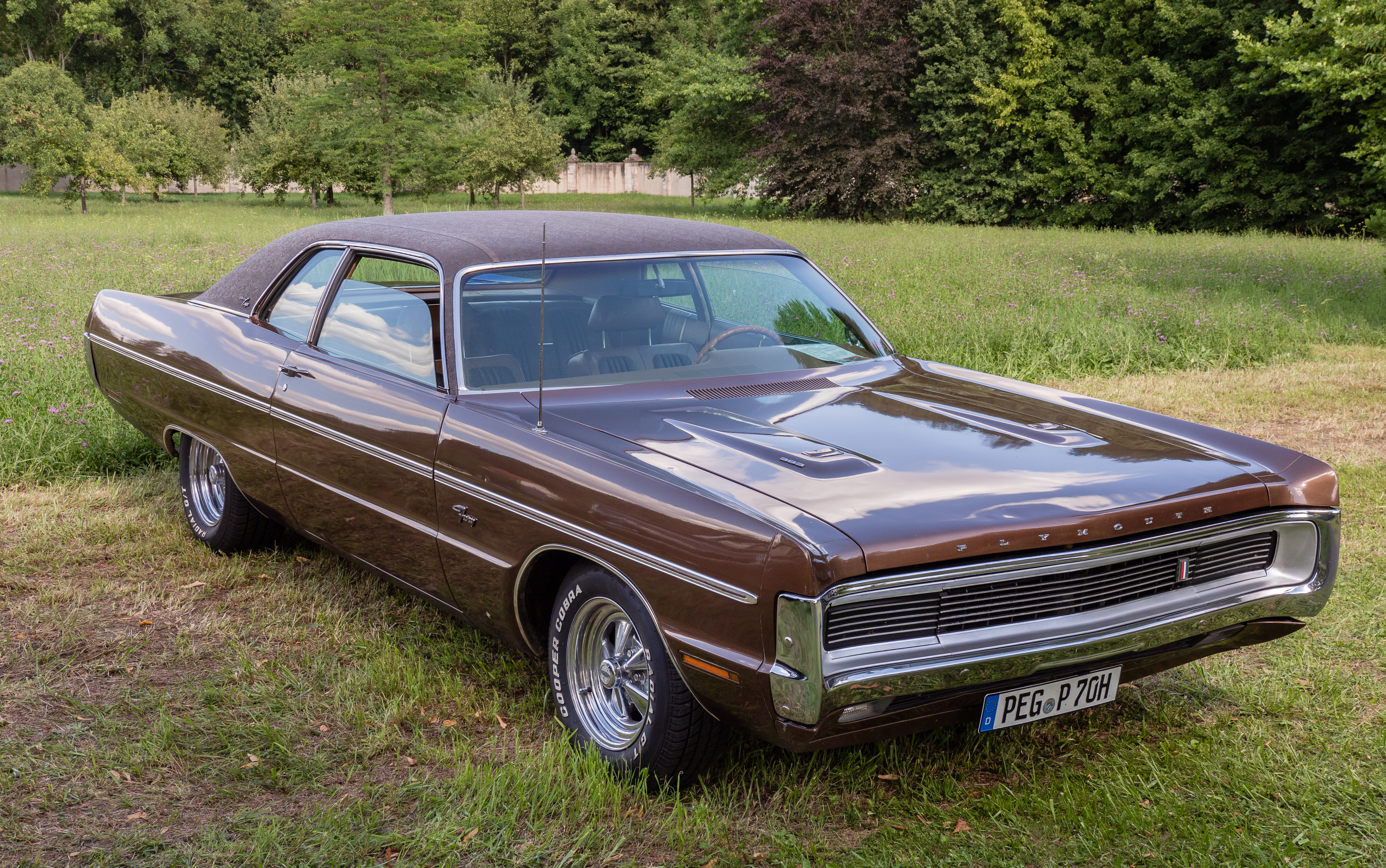
Plymouth Fury V po liftingu

Plymouth Fury piątej generacji został zaprezentowany po raz pierwszy w 1969 roku.
Piąta generacja linii modelowej Fury powstała na zmodernizowanej platformie C-body koncernu Chrysler. Pod kątem stylistycznym samochód zyskał obszerne smiany w stylistyce i proporcjach.
Z przodu pojawiły się wyraźnie zaznaczone błotniki, a także nisko poprowadzony pas atrapy chłodnicy połączony z podwójnymi reflektorami. Tylna część nadwozia zachowała znane z poprzednika podłużne kształty, a także wąskie, prostokątne lampy.

### Lifting
W 1971 roku piąta generacja Plymoutha Fury przeszła modernizację nadwozia, która objęła wygląd pasa przedniego. Zmienił się wygląd reflektorów, a także kształt zderzaka i atrapy chłodnicy.

### Wersje wyposażeniowe
- I
- II
- III

### Silniki
- L6 3.7l RG
- V8 5.2l LA
- V8 5.9l LA
- V8 6.3l B
- V8 6.6l B
- V8 7.2l RB

## Szósta generacja

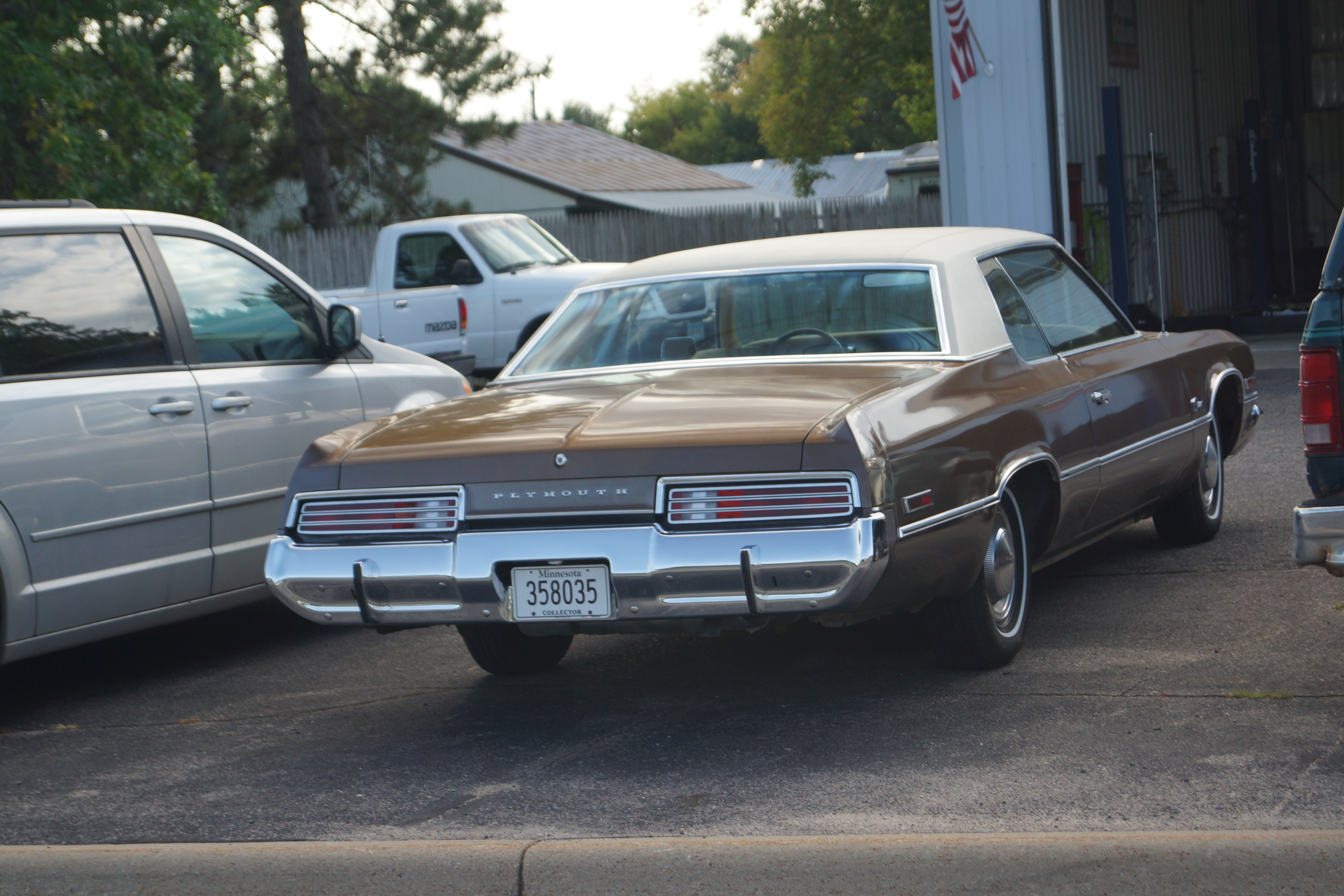
Plymouth Fury III z 1974 - tył

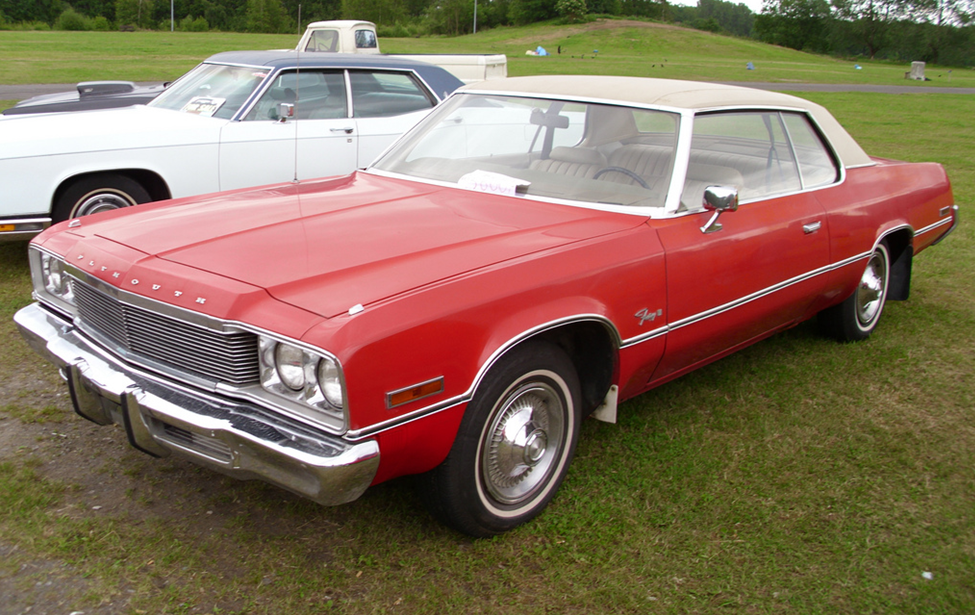
Plymouth Fury II Coupe z 1974

Plymouth Fury szóstej generacji został zaprezentowany po raz pierwszy w 1973 roku.
Szósta generacja linii modelowej Fury przeszła obszerne zmiany w stylistyce i proporcjach nadwozia, ponownie powstając na platformie koncernu Chrysler o nazwie C-body. Nadwozie zyskało obłe nadkola, wypukłą maskę, a także podłużną bryłą bagażnika.
Charakterystyczną cechą wyglądu było podwójne malowanie nadwozia, a także podłużne, wąskie lampy tylne z chromowanymi obwódkami. Pas przedni zdobiły z kolei podwójne reflektory i szeroka, prostokątna atrapa chłodnicy.

### Wersje wyposażeniowe
- I
- II
- III

### Silniki
- V8 5.2l LA
- V8 5.9l LA
- V8 6.6l B
- V8 7.2l RB

## Siódma generacja

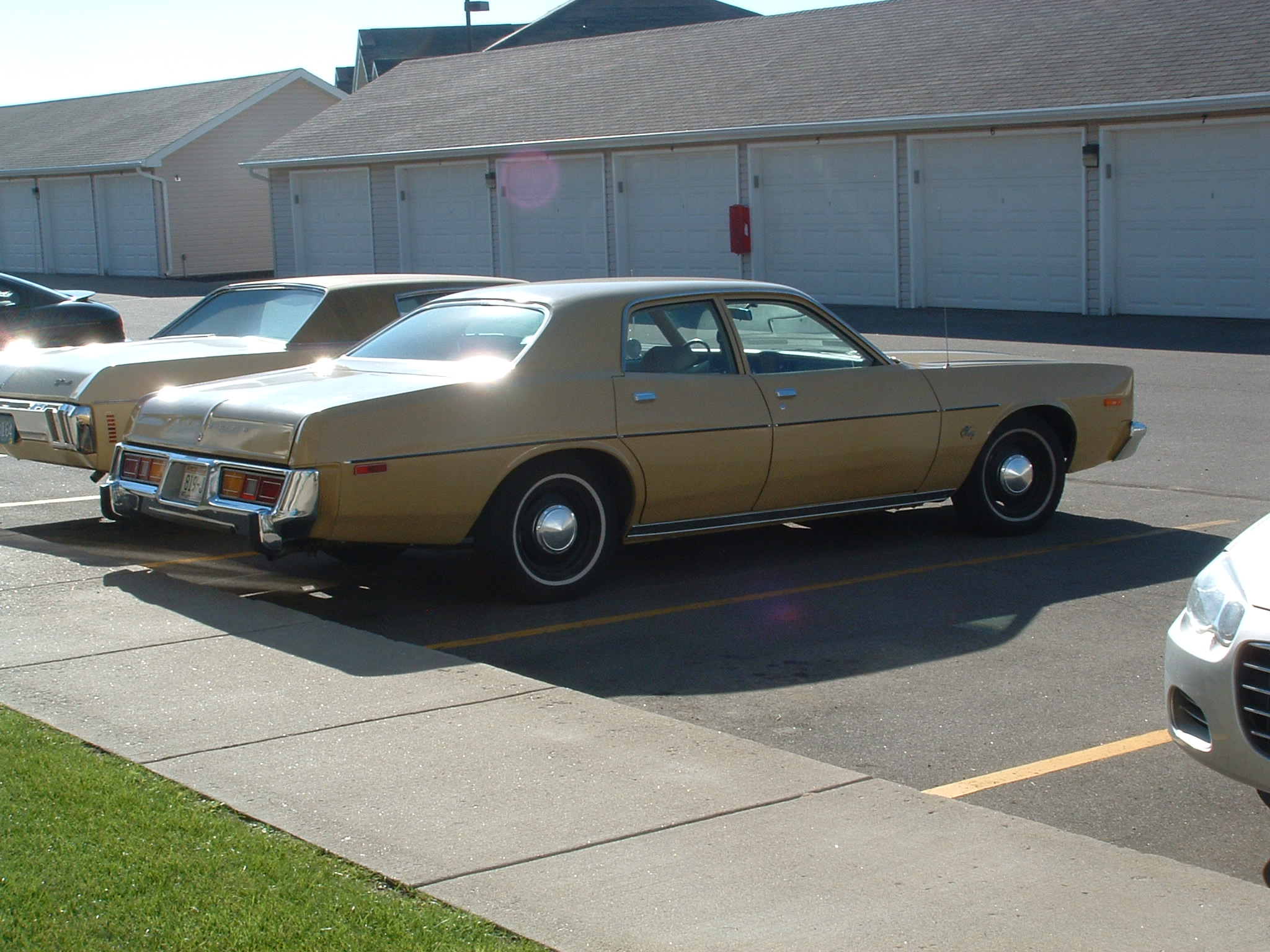
Plymouth Fury VII - tył

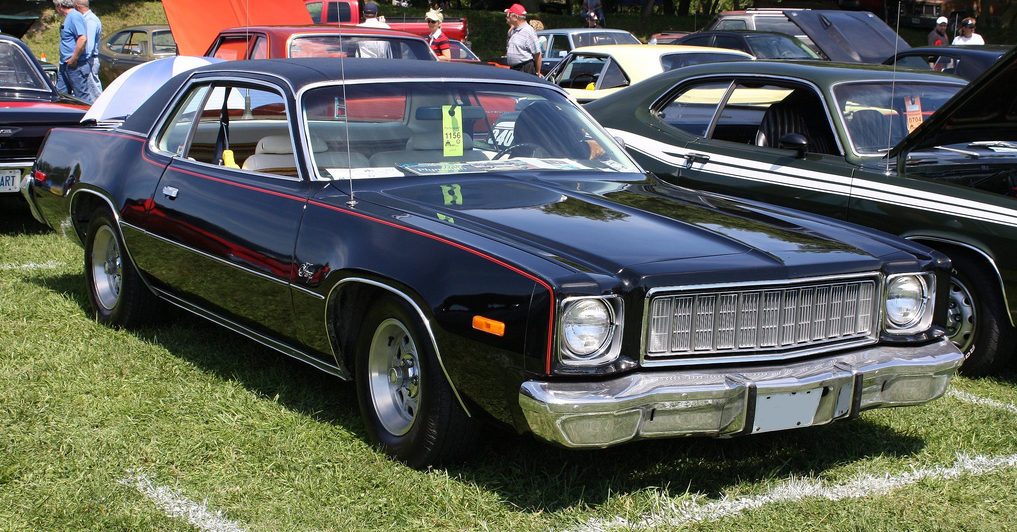
Plymouth Fury VII Coupe

Plymouth Fury siódmej generacji został zaprezentowany po raz pierwszy w 1974 roku.
Siódma i zarazem ostatnia generacja modelu Fury powstała na nowej platformie koncernu Chrysler B-body, którą wykorzystano także do opracowania bliźniaczego modelu Dodge Polara.
Zgodnie z nurtem stylistycznym obowiązującym wówczas wśród modeli marki Plymouth, samochód wyróżniał się łukowatym, wyraźnie zarysowanym tylnem nadkolem, a także podłużną maską. Zdobiły ją pionowo umieszczone, podwójne prostokątne reflektory.

### Koniec produkcji i następca
Po 19 latach rynkowej obecności, produkcja Plymoutha Fury została zakończona w 1978 roku bez prezentacji następcy. Funkcję jedynego pełnowymiarowego modelu w gamie przyjął dotychczas produkowany równolegle, większy model Gran Fury drugiej generacji.

### Silniki
- L6 3.7l Slant-6
- V8 5.2l LA
- V8 5.9l LA
- V8 6.6l B
- V8 7.2l Magnum